# Södra Lidingöbanan
Lidingöbanan is een lightrail in Stockholm en Lidingö. De lijn begint in het uiterste noordoosten van Stockholm in de wijk Ropsten, in het het stadsdeel Hjorthagen. Hier bevindt zich tevens het eindstation van metrolijn T13 (tot 1967: tramlijn 10). De route voert vervolgens over de Gamla Lidingöbron, door Lidingö, de stadsdelen Högsätra, Skärsätra, Mölna en Käppala om vervolgens te eindigen in het stadsdeel Gåshaga. Bij het eindstation bevindt zich een veerterminal van de rederij Waxholmsbolaget.

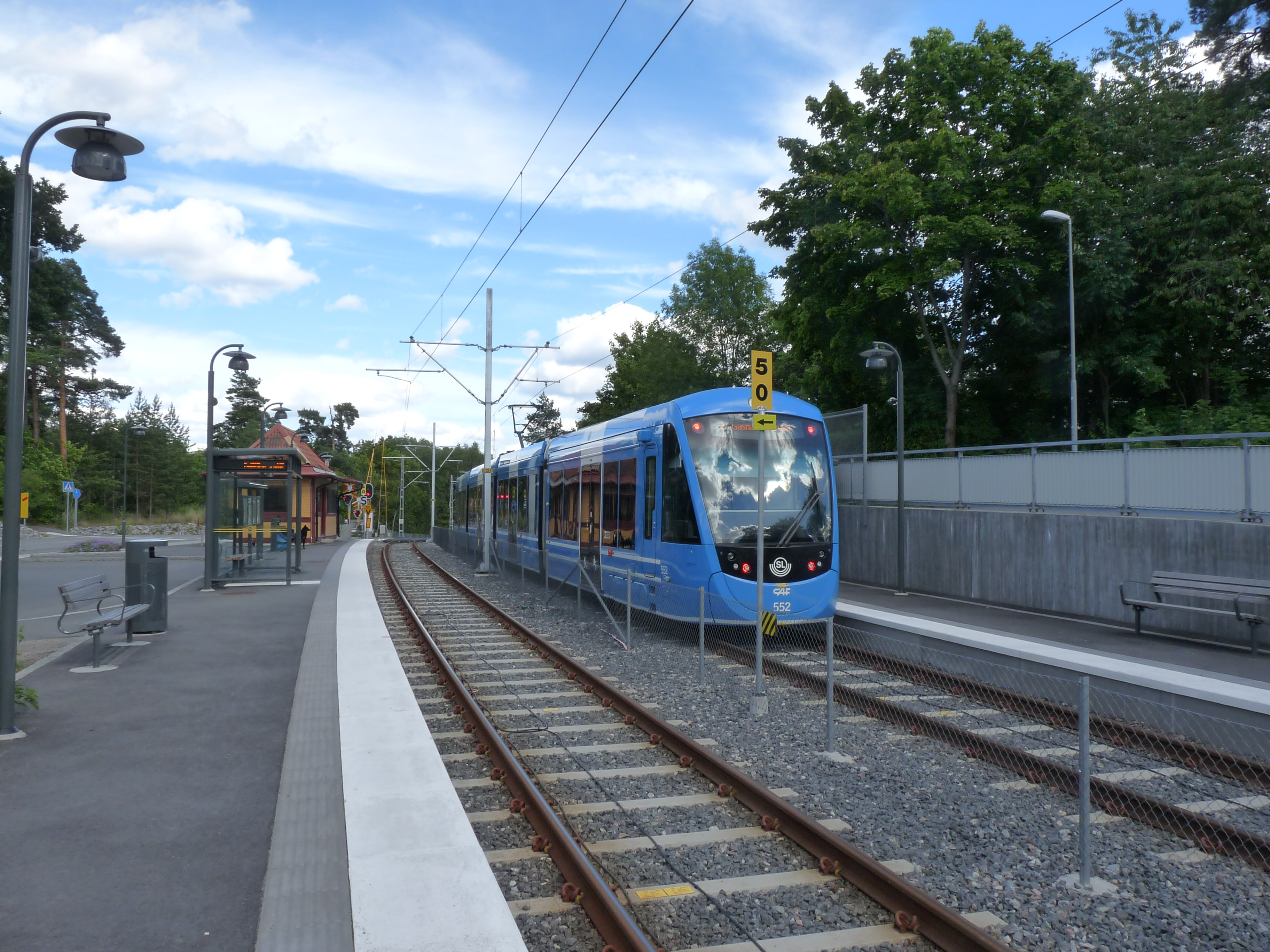

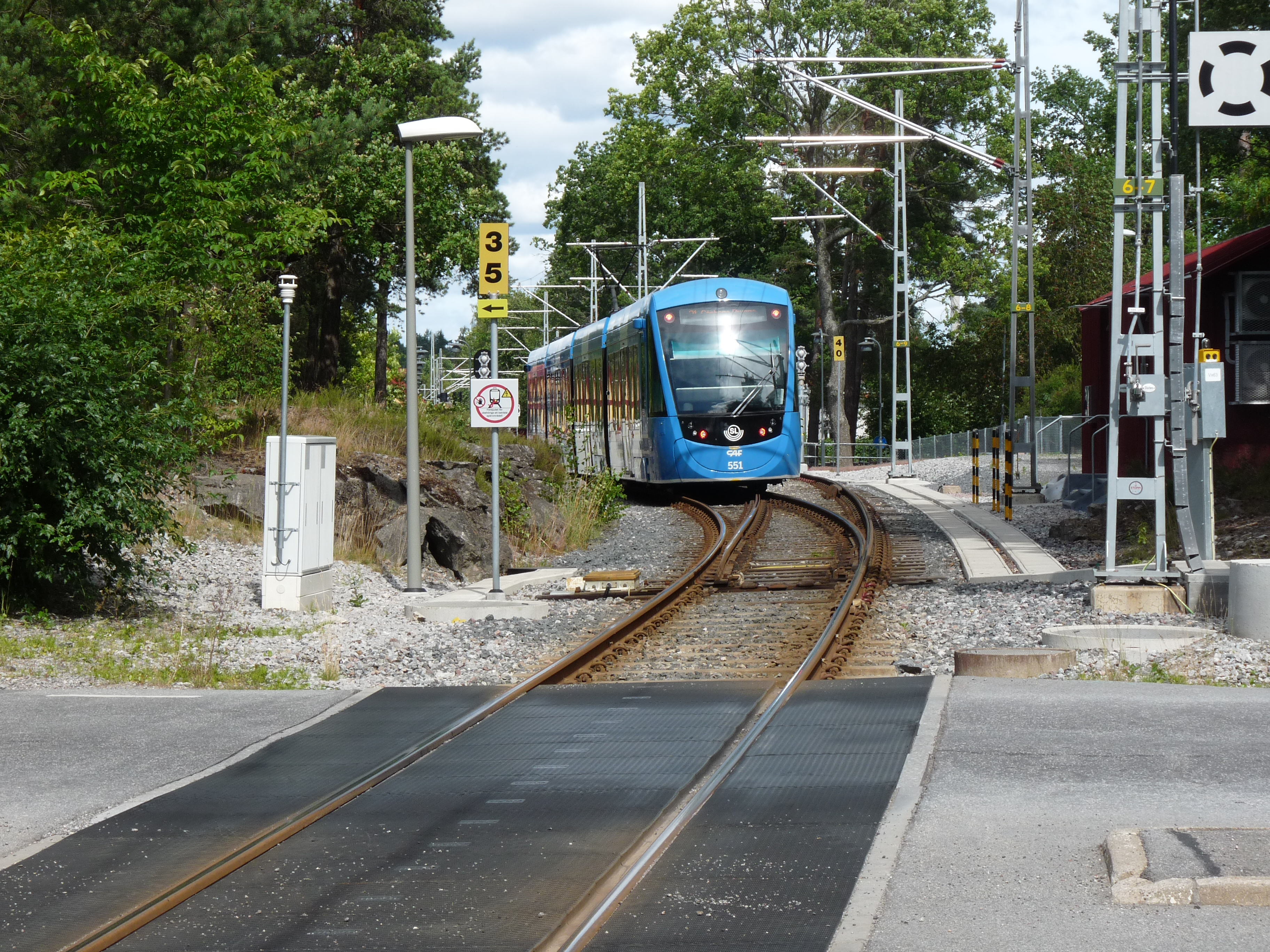

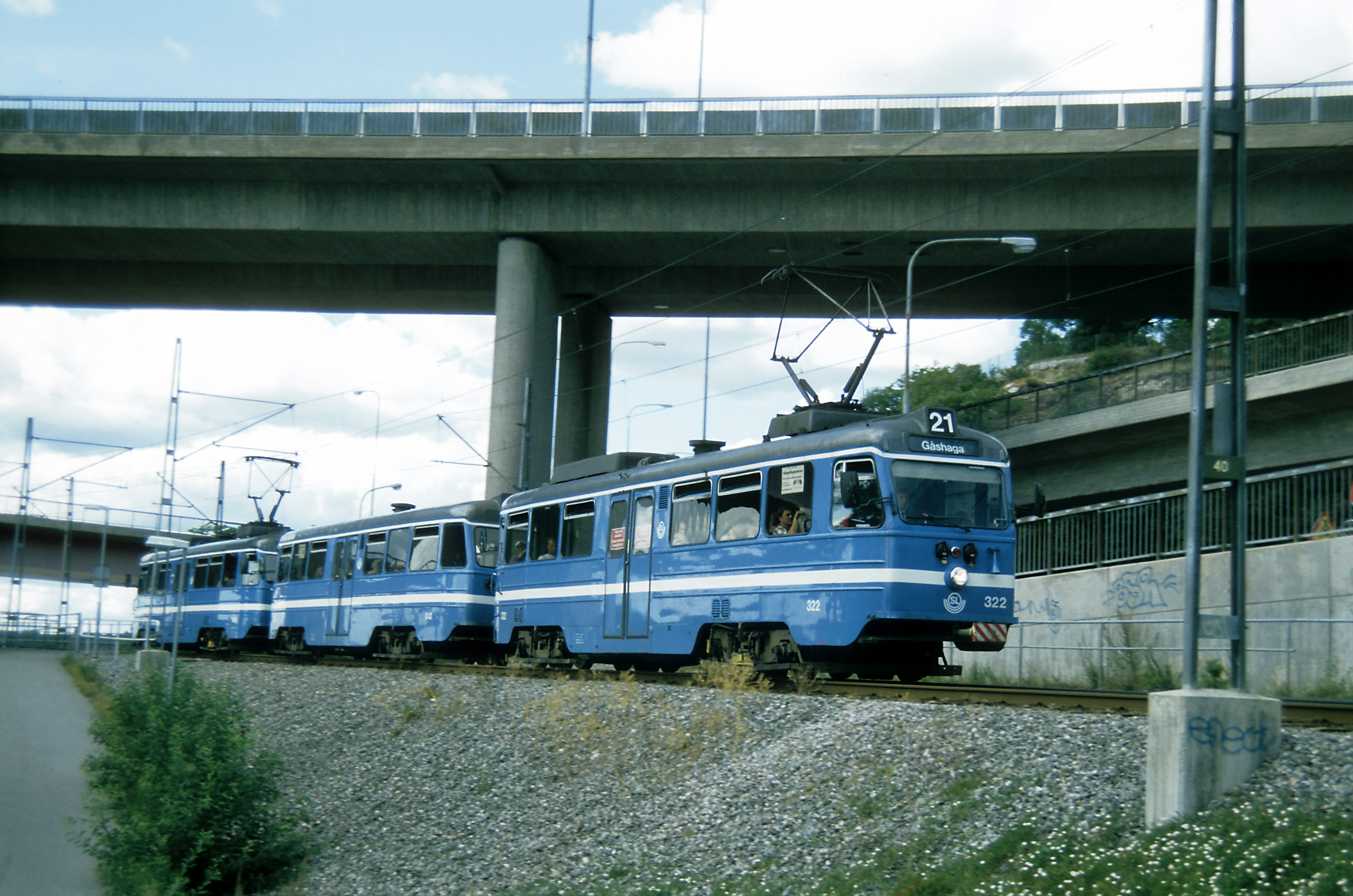
Driewagentram type A24 na het verlaten van de Lidingöbrug; 4 augustus 1996.

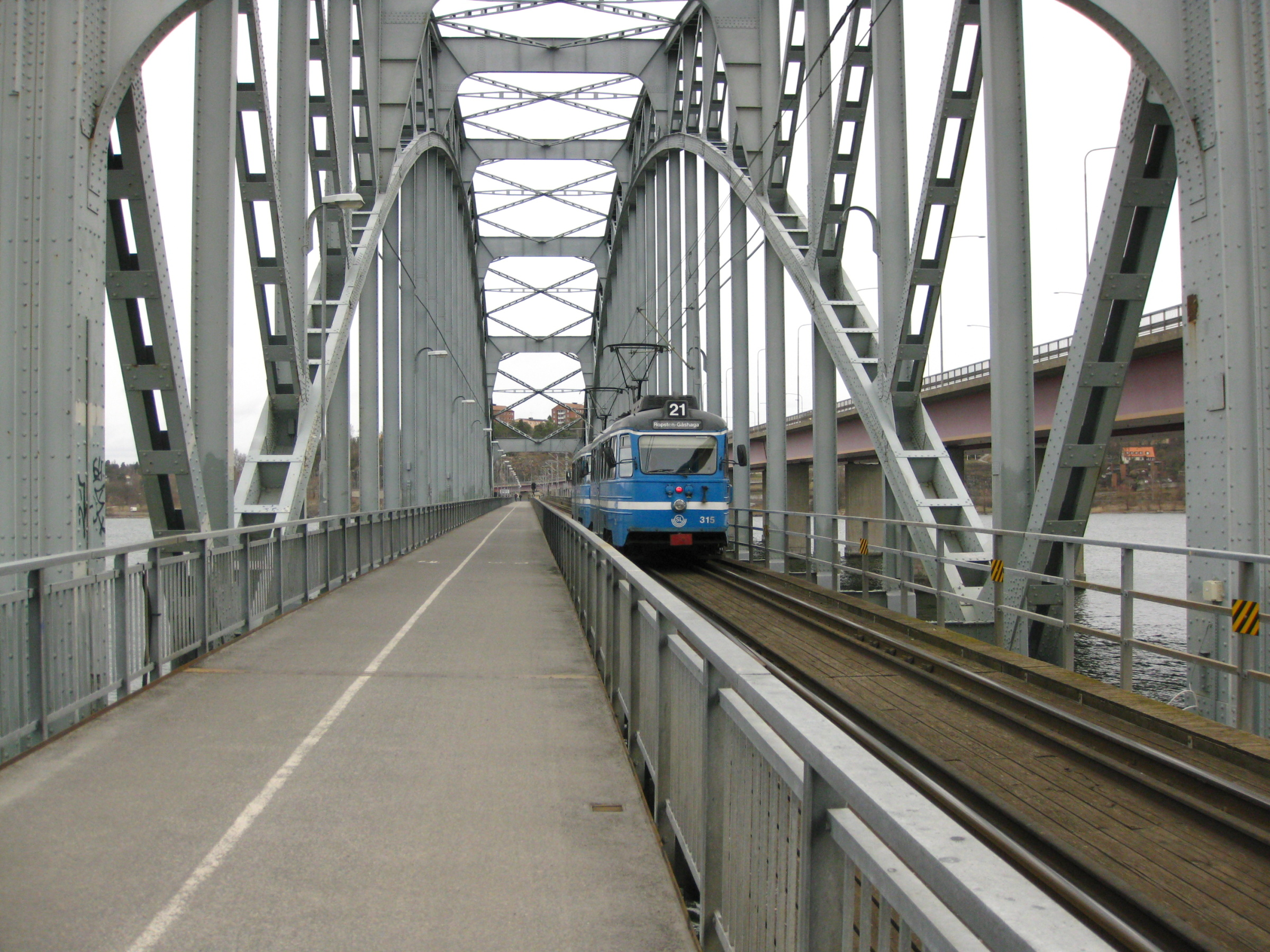
Tram van lijn 21 op de Lidingöbrug; 17 april 2010.

De lijn heeft een totale lengte van 9 kilometer en is uitgevoerd in normaalspoor (1435 millimeter). In 1914 werd de lijn geopend.

## Modernisering
Tussen juni 2013 en oktober 2015 was de tramlijn gesloten, over de gehele lengte werd het spoor en de signalering gemoderniseerd. De dienst werd tijdelijk verzorgd door bussen. Daarnaast zijn de 240 cm brede tramstellen vervangen door bredere (265 cm) en tevens langere tramstellen, waardoor de capaciteit wordt verhoogd. Ook is een aantal haltes verplaatst en gemoderniseerd.
Naast modernisering staat aansluiting op lijn 7 op de planning. De verlenging van Spårväg City naar Ropsten moet volgens de planning in 2018 een feit en in 2020 geheel gereed zijn.